# シンダー
シンダー（Sinndar）は、アイルランドの競走馬。名前の由来はイラクの山岳地帯より。日本ではシンダールとも表記された。おもな勝ち鞍は2000年エプソムダービー、アイリッシュダービー、凱旋門賞。

## 現役時代
2歳時は2戦2勝。デビュー戦を1馬身半差で勝ちあがると、それから2週間後のナショナルステークスでG1初勝利を挙げた。
3歳時は初戦のバリサックスステークスこそ2着に敗れたものの、ダービートライアルステークスを勝ちエプソムダービーに向う。エプソムダービーでは4番人気に過ぎなかったが、後の凱旋門賞優勝馬サキーを差しきり、1馬身差で優勝、さらに続くアイリッシュダービーは9馬身差で圧勝した。
その後は秋に備えて休養に入り、前哨戦であるニエル賞を8馬身差で優勝すると、凱旋門賞では前年の覇者モンジュー、ディアヌ賞（仏オークス）優勝馬エジプトバンド、ヴェルメイユ賞優勝馬ヴォルヴォレッタ等を抑えて英愛ダービー馬として史上初めて凱旋門賞制覇を達成した。この勝利を最後に引退し、種牡馬入りした。この年はカルティエ賞最優秀3歳牡馬に選ばれている。

### 競走成績
| 出走日     | 競馬場         | 競走名                | 格 | 距離     | 着順 | 騎手     | 着差      | 1着（2着）馬     |
| ---------- | -------------- | --------------------- | -- | -------- | ---- | -------- | --------- | ---------------- |
| 1999.09.05 | カラ           | 未勝利                |    | 芝8f     | 1着  | J.ムルタ | 1 1/2馬身 | (Garcia Marquez) |
| 1999.09.19 | カラ           | ナショナルS           | G1 | 芝8f     | 1着  | J.ムルタ | アタマ    | (Murawwi)        |
| 2000.04.16 | レパーズタウン | バリサックスS         | L  | 芝10f    | 2着  | J.ムルタ | アタマ    | Grand Finale     |
| 2000.05.14 | レパーズタウン | 愛ダービートライアルS | G3 | 芝10f    | 1着  | J.ムルタ | アタマ    | (Bach)           |
| 2000.06.10 | エプソム       | ダービー              | G1 | 芝12f10y | 1着  | J.ムルタ | 1馬身     | (Sakhee)         |
| 2000.07.02 | カラ           | 愛ダービー            | G1 | 芝12f    | 1着  | J.ムルタ | 9馬身     | (Glyndbourne)    |
| 2000.09.10 | ロンシャン     | ニエル賞              | G2 | 芝2400m  | 1着  | J.ムルタ | 8馬身     | (Crimson Quest)  |
| 2000.10.01 | ロンシャン     | 凱旋門賞              | G1 | 芝2400m  | 1着  | J.ムルタ | 1 1/2馬身 | (Egyptband)      |

## 種牡馬時代
凱旋門賞後、同馬の馬主であるアーガー・ハーン4世が所有するギルタウンスタッド（アイルランド）で種牡馬入り。2006年からは同じくアーガー・ハーン4世所有のボネヴァル牧場（フランス）で繋養されていた。2018年に死去した。

### 主な産駒
- シャワンダ（アイリッシュオークス・ヴェルメイユ賞）
- ユームザイン（サンクルー大賞・オイロパ賞・凱旋門賞2着3回・キングジョージ6世&クイーンエリザベスステークス2着）など。
- ロサナラ（マルセルブサック賞、ディアヌ賞2着）
- シャレータ（ヨークシャーオークス、ヴェルメイユ賞、凱旋門賞2着）

### ブルードメアサイアーとしての主な産駒
- トレーディングレザー（アイリッシュダービー）
- エンケ（英語版）（セントレジャーステークス）
- カランダガン（サンクルー大賞、キングジョージ6世&クイーンエリザベスステークス）

## エピソード・特徴
- 良馬場でのスピード勝負を身上としていて、ハイペースの中で先行し、そのまま押し切る競馬が多かった。

## 血統表
| シンダーの血統（ダンジグ系(ノーザンダンサー系)／Somethingroyal 5×5=6.25%） | シンダーの血統（ダンジグ系(ノーザンダンサー系)／Somethingroyal 5×5=6.25%） | シンダーの血統（ダンジグ系(ノーザンダンサー系)／Somethingroyal 5×5=6.25%） | （血統表の出典） | （血統表の出典） |
| 父 Grand Lodge 1991 栗毛                                                   | 父の父Chief's Crown 1982 鹿毛                                              | Danzig                                                                     | Northern Dancer  | Northern Dancer  |
| 父 Grand Lodge 1991 栗毛                                                   | 父の父Chief's Crown 1982 鹿毛                                              | Danzig                                                                     | Pas de Nom       |                  |
| 父 Grand Lodge 1991 栗毛                                                   | 父の父Chief's Crown 1982 鹿毛                                              | Six Crowns                                                                 | Secretariat      | Secretariat      |
| 父 Grand Lodge 1991 栗毛                                                   | 父の父Chief's Crown 1982 鹿毛                                              | Six Crowns                                                                 | Chris Evert      |                  |
| 父 Grand Lodge 1991 栗毛                                                   | 父の母La Papagena 1983 黒鹿毛                                              | Habitat                                                                    | Sir Gaylord      | Sir Gaylord      |
| 父 Grand Lodge 1991 栗毛                                                   | 父の母La Papagena 1983 黒鹿毛                                              | Habitat                                                                    | Little Hut       |                  |
| 父 Grand Lodge 1991 栗毛                                                   | 父の母La Papagena 1983 黒鹿毛                                              | Magic Flute                                                                | Tudor Melody     | Tudor Melody     |
| 父 Grand Lodge 1991 栗毛                                                   | 父の母La Papagena 1983 黒鹿毛                                              | Magic Flute                                                                | Filigrana        |                  |
| 母 Sinntara 1989 鹿毛                                                      | 母の父Lashkari 1981 黒鹿毛                                                 | Mill Reef                                                                  | Never Bend       | Never Bend       |
| 母 Sinntara 1989 鹿毛                                                      | 母の父Lashkari 1981 黒鹿毛                                                 | Mill Reef                                                                  | Milan Mill       |                  |
| 母 Sinntara 1989 鹿毛                                                      | 母の父Lashkari 1981 黒鹿毛                                                 | Larannda                                                                   | Right Royal      | Right Royal      |
| 母 Sinntara 1989 鹿毛                                                      | 母の父Lashkari 1981 黒鹿毛                                                 | Larannda                                                                   | Morning Calm     |                  |
| 母 Sinntara 1989 鹿毛                                                      | 母の母Sidama 1982 鹿毛                                                     | Top Ville                                                                  | High Top         | High Top         |
| 母 Sinntara 1989 鹿毛                                                      | 母の母Sidama 1982 鹿毛                                                     | Top Ville                                                                  | Sega Ville       |                  |
| 母 Sinntara 1989 鹿毛                                                      | 母の母Sidama 1982 鹿毛                                                     | Stoyana                                                                    | Abdos            | Abdos            |
| 母 Sinntara 1989 鹿毛                                                      | 母の母Sidama 1982 鹿毛                                                     | Stoyana                                                                    | Bielka F-No.13-c |                  |